# Russell M. Nelson

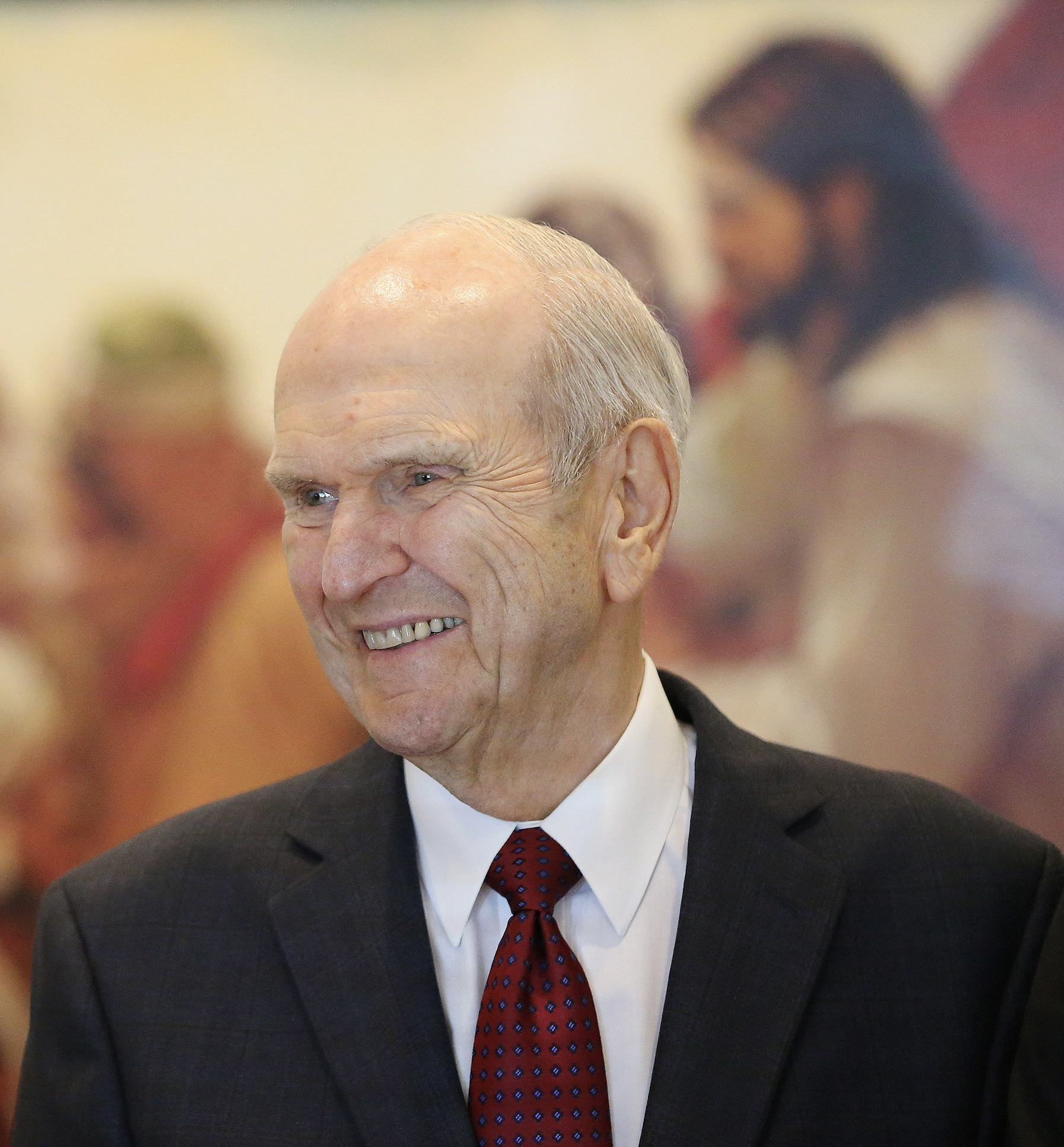
Russell M. Nelson

Russell Marion Nelson (ur. 9 września 1924 w Salt Lake City) – amerykański duchowny Kościoła Jezusa Chrystusa Świętych w Dniach Ostatnich (mormonów). Siedemnasty prezydent Kościoła od stycznia 2018. Z zawodu jest kardiochirurgiem.

## Życiorys
Jest synem Mariona i Edny z domu Anderson. Studia medyczne ukończył na University of Utah, studia doktoranckie odbywał na University of Minnesota, biorąc na początku lat 50. udział w pracach nad amerykańskim płucosercem.  Przez dwa lata służył jako lekarz wojskowy w czasie wojny koreańskiej, potem praktykował w Bostonie w Harvard Medical School’s Massachusetts General Hospital. W 1955 powrócił do Utah. Jako pierwszy przeprowadził operację na otwartym sercu w stanie Utah. Był wykładowcą macierzystej uczelni, współpracował z innymi ośrodkami krajowymi i zagranicznymi (m.in. chińskimi), otrzymał doktoraty honorowe m.in. Brigham Young University i Utah State University. Jest autorem publikacji naukowych, członkiem, członkiem honorowym i przewodniczącym towarzystw naukowych.
Jednym z jego pacjentów był w 1972 późniejszy prezydent Kościoła Jezusa Chrystusa Świętych w Dniach Ostatnich Spencer Kimball, który w kwietniu 1984 powołał Nelsona w skład Kworum Dwunastu Apostołów Kościoła. Nelson był wcześniej m.in. przewodniczącym gminy kościelnej Bonneville. W lipcu 2015, po śmierci Boyda Packera, jako najdłużej zasiadający w Kworum apostoł (poza prezydentem Kościoła), został przewodniczącym tego gremium. Zgodnie z tradycją sukcesji prezydentury Kościoła przewidywany na następcę zmarłego w styczniu 2018 prezydenta Thomasa Monsona, został powołany na urząd głowy Kościoła Jezusa Chrystusa Świętych w Dniach Ostatnich 16 stycznia 2018.
Z małżeństwa z Datzel White ma 10 dzieci. Po śmierci pierwszej żony w lutym 2005, w kwietniu 2006 poślubił Wendy L. Watson.